# Вукчевич, Марко
Марко Вукчевич (черног. Марко Вукчевић; род. 7 июня 1993, Подгорица) — черногорский футболист, защитник казахстанского клуба «Тобол» Костанай и сборной Черногории.

## Клубная карьера
1 июля 2021 года перешёл в румынский клуб «УТА». 18 июля 2021 года в матче против клуба «Фарул» дебютировал в чемпионате Румынии.
11 августа 2023 года стал игроком хорватского клуба «Вараждин».
3 августа 2024 года подписал контракт с клубом «Борац» Баня-Лука. 18 августа 2024 года в матче против клуба «Слобода» Тузла дебютировал в чемпионате Боснии и Герцеговины.

## Карьера в сборной
8 июня 2015 года дебютировал за сборную Черногории в матче против сборной Дании (1:2).

## Достижения
«Будучност» Подгорица
- Чемпион Черногории: 2011/12

## Клубная статистика
| Игровая карьера | Игровая карьера   | Игровая карьера | Лига | Лига | Кубки | Кубки | Межд. | Межд. | Др. | Др. |
| --------------- | ----------------- | --------------- | ---- | ---- | ----- | ----- | ----- | ----- | --- | --- |
| 2021/22         | УТА               | А               | 36   | 0    | —     | —     | —     | —     | —   | —   |
| 2022/23         | УТА               | А               | 29   | 0    | 3     | 0     | —     | —     | 2   | 0   |
| 2023/24         | Вараждин          | А               | 31   | 0    | 2     | 0     | —     | —     | —   | —   |
| 2024/25         | Борац (Баня-Лука) | А               | 11   | 0    | —     | 9     | 0     | —     | —   | —   |